# 인타이구
인타이구(한국어: 인태구, 중국어: 印台区, 병음: Yìntái Qū)는 중화인민공화국 산시성 퉁촨시의 현급 행정구역이다. 넓이는 627km2이고, 인구는 2007년 기준으로 230,000명이다.

## 행정 구역
2개 가도, 7개 진, 2개 향을 관할한다.
- 가도: 城关街道, 三里洞街道.
- 진: 陈炉镇, 红土镇, 广阳镇, 玉华镇, 金锁关镇, 王石凹镇, 阿庄镇.
- 향: 印台乡, 高楼河乡.